# 光生會
二代目光生會（こうせいかい）本部事務所位於福岡縣福岡市博多區博多駅南5-22-36 的設置；日本指定暴力團之一・六代目山口組二代目伊豆組的三次團體。

## 略史
- 1967年，「伊豆誠一」（伊豆健兒的養子）組成「極東會」，為第三代山口組伊豆組（組長・伊豆健兒）旗下團體。
- 1977年改稱「伊豆一家」。
- 1989年6月，「伊豆誠一」升格第五代山口組直參。
- 1993年11月、本部長・金光鐵夫（金光會會長）昇格山口組直參。
- 2001年4月 伊豆誠一因病引退。同組若頭・伊豆克明（伊豆誠一的養子、健誠會會長）繼承第2代會長。
- 2001年伊豆一家改稱為「光生會」、伊豆克明改名為「光安克明」，同年2月，山口組直參升格。
- 2005年9月5日，光安就任六代目山口組幹部[1]。
- 2013年2月，光安昇格六代目山口組若頭補佐[2]。
- 2016年3月 原六代目山口組若頭補佐、光生會會長・光安克明因資金困頓問題遭到山口組本部降格，光安克明退下組長職務，返回原母組織伊豆組擔任相談役；光生會由原若頭・池豊上任二代目組長、同時被母組織伊豆組吸收，池豊擔任伊豆組本部長。

## 最高幹部
（2016年）
- 初代目會長・光安克明（六代目山口組若頭補佐）
- 二代目會長・池 豊（二代目池組組長）

### 下部團體
二代目高橋組、池組、加納組、栗秋組、健誠會、極龍會、張本組、八誠會、極誠會、浦山組、誠勇會、克誠會、極真會、永木會、田中會、田城組、馬場組、誠仁會、中野組、八重組、誠道會、竹松組、加来組、高橋會、藤本組、松中組等。

## 資料來源
1. ↑  .   [2013-11-02]. （原始内容存档于2013-11-05）.
2. ↑  .   [2013-11-02]. （原始内容存档于2013-11-05）.